# Salts als Jocs Olímpics d'estiu de 1996
Als Jocs Olímpics d'Estiu de 1996 celebrats a la ciutat d'Atlanta (Estats Units d'Amèrica) es disputaren quatre proves de salts, dues en categoria masculina i dues en categoria femenina. La competició es desenvolupà entre els dies 26 de juliol i 2 d'agost de 1996 a la Georgia Tech Aquatic Center.

## Comitès participants
Hi participaren un total de 121 saltadors, 66 homes i 56 dones, de 39 comitès nacionals diferents.
| - Alemanya (7) - Armènia (2) - Austràlia (7) - Àustria (2) - Azerbaidjan (1) - Belarús (5) - Bolívia (1) - Bulgària (1) - Canadà (6) - Corea del Nord (3) | - Corea del Sud (4) - Costa Rica (1) - Espanya (5) - Estats Units (8) - França (1) - Geòrgia (2) - Grècia (1) - Hongria (2) - Itàlia (2) - RF Iugoslàvia (2) | - Japó (3) - Kazakhstan (5) - Kuwait (2) - Mèxic (5) - Puerto Rico (2) - Regne Unit (5) - Romania (3) - Rússia (7) - Suècia (3) - Suïssa (1) | - Sri Lanka (1) - Tadjikistan (2) - Tailàndia (2) - Ucraïna (6) - Uruguai (1) - Veneçuela (1) - R.P. de la Xina (7) - Xina-Taipei (2) - Zàmbia (1) |

## Resum de medalles

### Categoria masculina
| Prova                       | Or            | Argent       | Bronze        |
| Trampolí de 3 m. Detalls    | Xiong Ni      | Yu Zhuocheng | Mark Lenzi    |
| Plataforma de 10 m. Detalls | Dmitri Saütin | Jan Hempel   | Xiao Hailiang |

### Categoria femenina
| Prova                       | Or         | Argent        | Bronze           |
| Trampolí de 3 m. Detalls    | Fu Mingxia | Irina Lashko  | Annie Pelletier  |
| Plataforma de 10 m. Detalls | Fu Mingxia | Annika Walter | Mary Ellen Clark |

## Medaller
| Posició | País            | Or | Argent | Bronze | Total |
| 1       | R.P. de la Xina | 3  | 1      | 1      | 5     |
| 2       | Rússia          | 1  | 1      | 0      | 2     |
| 3       | Alemanya        | 0  | 2      | 0      | 2     |
| 4       | Estats Units    | 0  | 0      | 2      | 2     |
| 5       | Canadà          | 0  | 0      | 1      | 1     |